# Titularbistum Cibaliana
Cibaliana ist ein Titularbistum der römisch-katholischen Kirche.
Es geht zurück auf einen untergegangenen Bischofssitz in der gleichnamigen antiken Stadt, die in der römischen Provinz Byzacena (heute Sahelregion Tunesiens) lag.
| Titularbischöfe von Cibaliana |                                       |                                                  |                   |                 |
| Nr.                           | Name                                  | Amt                                              | von               | bis             |
| 1                             | Carlos Jesús Patricio Baladrón Valdés | Weihbischof in San Cristóbal de la Habana (Kuba) | 16. November 1991 | 24. Januar 1998 |
| 2                             | Geraldo Dantas de Andrade SCI         | Weihbischof in São Luís do Maranhão (Brasilien)  | 18. Februar 1998  | 1. Mai 2021     |